# 김한경 (1902년)
김한경(金漢卿, 일본식 이름: 金本憲治가네모토 겐지, 1902년 ~ ?)은 일제강점기의 사회주의 운동가, 이론가이다. 일제 말기에 친일파로 변절했으며, 별명은 김균(金均)이다.

## 생애

### 사회주의 운동
1902년 충청북도 제천군에서 한학자의 집안으로 태어났다. 1926년 보성전문학교 법과를 중퇴했다. 1923년 2월 전조선청년당대회 후원회에 발기인으로 참여했고, 1924년 1월 조선노동대회 후원회 집행위원을 맡았다. 1924년 12월 사상단체 혁청단(革淸團)에 집행위원과 사회운동자 간친회 준비위원으로 활동했다. 1926년 일본에 건너가 제2차 조선공산당 일본연락부에 참여했다. 1927년 4월 잡지 《이론투쟁》에 〈방향전환 과정의 자기 비판〉을 기고했다. 이 무렵 제3차 조선공산당 일본지부 선전부원을 거쳐 선전부장을 맡았다. 1927년 12월 조선공산당 일본부 도쿄 서부 야체이카 책임자로 활동했다.
1928년 2월 조선공산당 제3차 당대회에 출석해 중앙집행위원 겸 조직부장으로 선임되었다. 가은 해 4월 무렵 조선공산당 일본부가 일본총국으로 개편될 때 책임비서를 맡았다. 1928년 6월 제4차 조선공산당 사건이 발생하자 일본으로 피신해 재일본조선노동총동맹 중앙집행위원 겸 정치교육부장으로 활동했다. 같은 해 8월 국치기념일 격문 살포와 시위를 주도한 혐의로 일본 경찰에 검거되었다. 1931년 3월 도쿄 지방 재판소에서 징역 6년형을 선고받고 항소했지만, 1933년 9월 일본 대심원에서 원심확정 판결을 받았다. 이후 복역 중에 사상전향을 선언하면서 친일파로 변절하게 된다.

### 친일행적
1938년 7월 사상 전향자들이 결성한 시국대응전선사상보국연맹을 조직하자 본부 상임간사 겸 문화부 부장을 맡았다. 1939년 6월 새로운 국민문화로서 내선일체의 종합 연구를 표방하고 출범한 국민문화연구소의 전무이사로 활동했다. 같은 해 8월 동양지광사에 입사해 "내선일체 구현에 대한 일본정신 앙양의 수양도량을 제공하"는 것을 표방하면서 잡지 《동양지광》의 편집부장을 맡았다. 1939년 12월 시국대응전선사상보국연맹 경성지부원의 자격으로 도쿠시마 연대 현충 사업에 국방헌금을 기부했다.
1939년부터 잡지 《동양지광》에 본격적인 친일 논설들을 발표하기 시작하면서 여러 편의 논설글들을 기고했다. 이밖에도 《삼천리》, 《조광》 등 여러 잡지에서도 일제의 침략 전쟁을 적극 지지하고 조선인의 전쟁 협력을 촉구하는 내용의 논설들을 수 차례 발표했다.

## 사후
민족문제연구소가 편찬한 친일인명사전 수록자 명단의 친일단체 부문, 학술 부문에 선정되었다. 또한 대통령 직속 기관이었던 친일반민족행위진상규명위원회가 발표한 친일반민족행위 705인 명단에도 포함되었다.

## 참고자료
- 친일반민족행위진상규명위원회 (2009). 〈김한경〉. 《친일반민족행위진상규명 보고서 Ⅳ-4》. 서울. 573~590쪽.